# Giovanni Bocchieri
Giovanni Emilio Bocchieri (Ragusa Inferiore, 31 gennaio 1894 – Breda di Piave, 18 giugno 1918) è stato un militare italiano, decorato di medaglia d'oro al valor militare alla memoria nel corso della prima guerra mondiale.

## Biografia
Nacque a Ragusa Inferiore il 31 gennaio 1894, figlio di Salvatore e di Teresa Occhipinti. Dopo aver conseguito il diploma di ragioniere presso l'Istituto tecnico di Modica, si arruolò nel Regio Esercito il 31 dicembre 1912 come allievo ufficiale di complemento presso il 92º Reggimento fanteria. Promosso sottotenente nel febbraio 1914, prestò servizio di prima nomina in forza al 4º Reggimento fanteria della Brigata Piemonte. Trattenuto in servizio attivo a domanda e trasferito in servizio permanente effettivo nel maggio 1915, dopo la dichiarazione di guerra all'Impero austro-ungarico oltrepassò il confine e il 10 giugno raggiunse la zona di operazioni combattendo sul Freikofel, sul Pal Grande e sul Pal Piccolo, nelle trincee del Monte Lemerle, a Capo Rovere e in Val d’Assa. Nell'aprile 1916 fu promosso tenente, e capitano nell'aprile 1917, dopo aver frequentato a Brescia un corso di addestramento sulle mitragliatrici Fiat, rientrò al fronte nel novembre 1917 assumendo il comando della 1394ª Compagnia mitragliatrici. Partecipò ai primi combattimenti sul Piave, a Fagarè, nello stesso mese di novembre, e fu decorato di medaglia di bronzo al valor militare. Assegnato al 201º Reggimento fanteria della Brigata Sesia, il 15 giugno 1918 prese parte alla battaglia del solstizio sostenendo l’attacco delle forze nemiche, e riuscendo a bloccarle quando avevano raggiunto i reticolati del caposaldo di Crosere. Lanciatosi all'attacco alla testa dei suoi mitraglieri più arditi, contro nuclei avversari, li mise in fuga catturando alcuni prigionieri. Alla sera, ricevuto l’ordine di trasferirsi al caposaldo di Molino Nuovo, dove il nemico stava tentando di aprirsi la strada, contribuì col fuoco delle sue armi a fugarne il tentativo. Passato temporaneamente, il 17 giugno successivo, alle dipendenze del 202º Reggimento fanteria della stessa brigata, in località Sernagiotto, il giorno dopo si oppose al violento attacco austro-ungarico contrastandolo con il fuoco preciso delle mitragliatrici. Ripreso il combattimento e minacciato di essere aggirato non esitò a portare un'arma sull'argine stesso del fiume per poter colpire di infilata il nemico. Cadde colpito a morte da una pallottola. Per onorarne il coraggio con Decreto Luogotenenziale del 23 marzo 1919, fu insignito della medaglia d'oro al valor militare alla memoria.